# Фатьма-Коба

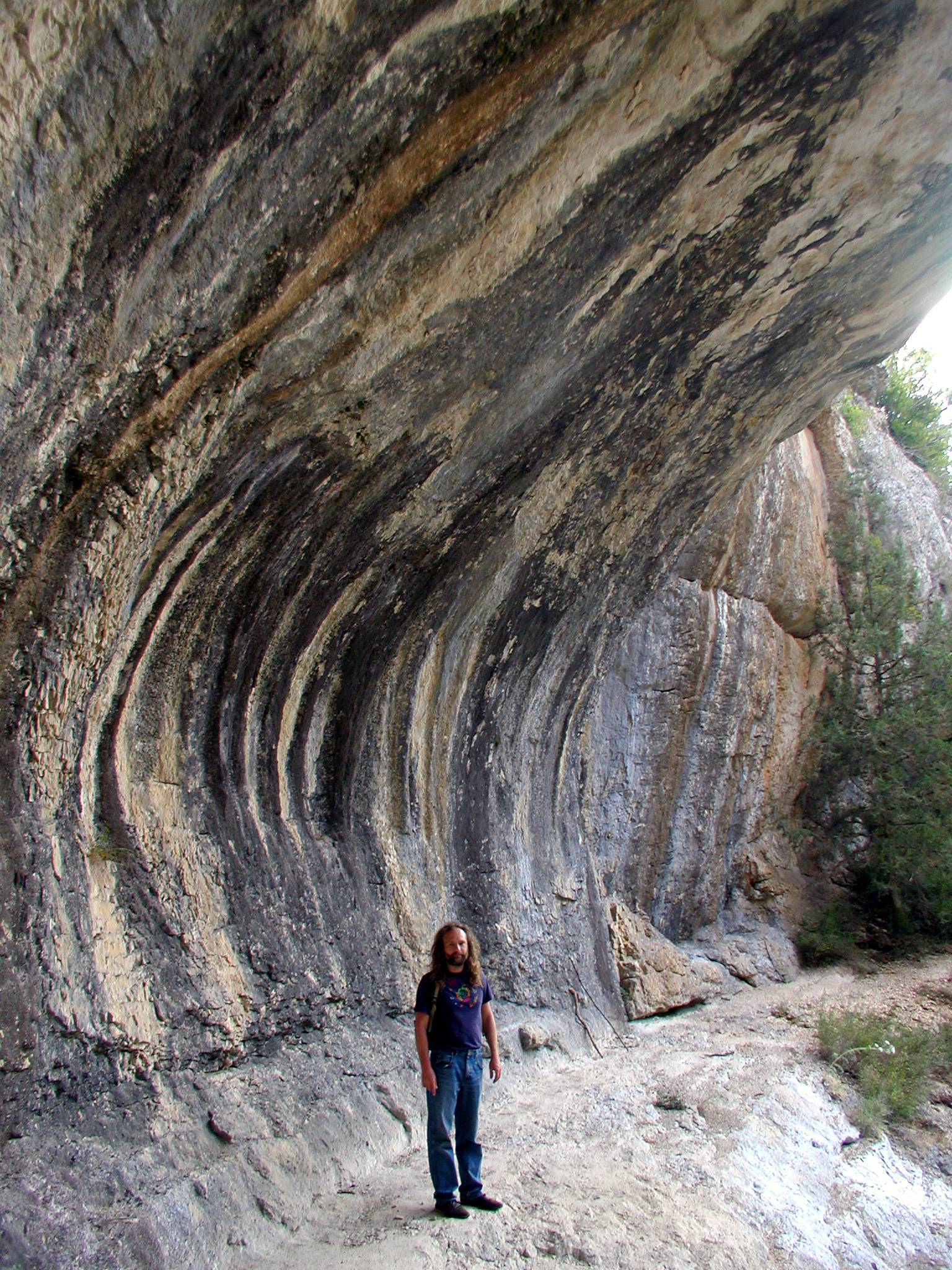
Навес Фатьма-Коба относительно неглубок при значительной площади

Фатьма́-Коба́ (укр. Фатьма-Коба; крымскотат. Fatma Qoba, Фатма Къоба в переводе «пещера Фатимы») — неглубокая пещера-навес в Байдарской долине в Крыму, в которой открыта одноимённая стоянка времен мезолита.

## Описание навеса
Навес Фатьма-Коба расположен в северо-западной части Байдарской долины, в балке Кобалар-Дере, образованной ручьем Кобалар-Су. Кроме навесов, в балке находится хорошо скрытая пещера Темная, относящаяся, как было выяснено по фаунистическим остаткам, к мустьерскому времени. Следовательно, сама балка с неизменившейся гидрографической системой имеет древнее происхождение. Навес Фатьма-Коба расположен в скалистом массиве, на правом берегу ручья, обращён на юго-восток. Высота навеса до 4 м. Он образовался вследствие выветривания плотного пласта известняка, перекрытого нумулитовой шапкой. Полезная для раскопок площадь навеса, не считая площадки перед ним, невелика — около 50 м2. Значительно большая площадь его не имеет отложений и представляет собой скалистый пол, сильно наклонённый по оси падения пласта.

## Исследования
В 1926-27 годах отряд Крымской экспедиции по плану Г. А. Бонч-Осмоловского о сплошном обследовании территории Крыма для поиска палеолитических убежищ проводил работы в Байдарской долине. Работа отряда, проходившая под руководством С. А. Трусовой и при участии С. Н. Бибикова, завершилась обнаружением двух мезолитических памятников, сыгравших немаловажную роль в изучении переходного периода от палеолита к неолиту. Два навеса — Шан-Коба и Фатьма-Коба — дали впервые хорошо документированный материал для характеристики мезолитического времени на юге Европейской части СССР и, что важно, дали возможность проследить преемственность культур от ранней фазы мезолита до неолита включительно.

Реконструкция черепа

Навес Фатьма-Коба, среди использованных древним человеком, является крупнейшим в Крыму по площади. При раскопках обнаружены слои азильской и тарденуазской культур (скорченные захоронения кроманьонского человека).
Раскопки в Фатьма-Кобе знамениты открытым в этом гроте погребении мужчины. Захоронение было извлечено в виде целого монолита и в таком виде было доставлено в Ленинград, где подвергнуто окончательной очистке. Скелет лежал в специально выкопанной яме, головой на юго-юго-восток на правом боку в настолько сильно скорченном положении, что возникает предположение о том, что труп был связан перед погребением. Сверху он был завален большими камнями. Намеренно положенных предметов при костяке не было. Стратиграфические данные не оставляют сомнения в возрасте погребения. Могильная яма была покрыта ненарушенными слоями с орудиями поздне-тарденуазского типа. Но и слой 4, который был разрушен могильной ямой, также содержал такие же орудия. Ниже, в 6 слое был обнаружен очаг с орудиями типа Шан-Коба (азильская стадия). Следовательно, слой 4 относятся к поздней фации тарденуазской стадии, к которой, таким образом, относится и самый костяк. Сохранность костей удовлетворительная. Череп фрагментирован на несколько десятков кусков, но они не были деформированы и при реставрации удалось их склеить настолько точно, что не возникало сомнений в правильности реконструкции. По черепу и тазовой кости было определено, что костяк принадлежал мужчине. Стертость зубов и открытость черепных швов позволили предположить возраст в районе 40 лет. Череп низколицый, с высокой переносицей, относящийся к средиземноморскому антропологическому типу.
В 1956 году были возобновлены раскопки в Фатьма-Коба. Раскопки осуществлялись Крымской первобытной экспедицией, проводившейся Институтом археологии АН УССР совместно с Институтом истории материальной культуры АН СССР. Раскоп 1956 года, площадью около 13 м2, при глубине до 2 м, оконтурил и углубил ранний раскоп Г. А. Бонч-Осмоловского. Это позволило увязать старые стратиграфические данные с новыми наблюдениями, которые в основном совпали. На стоянке выделяется семь слоёв. Хорошо прослеживаются пять очажных пятен. Культурные остатки, особенно кремни, начинают попадаться почти с поверхности и следуют примерно до глубины 110—115 см. Ниже количество находок в щебне резко снижается и вновь возрастает с глубины 145 до 200 см. Судя по отсутствию крупных блоков камня в самом навесе, авторы раскопок сделали вывод, что конфигурация Фатьма-Коба с древних времен изменилась мало. По их мнению, навес имел малые водостоки, через которые проникала талая и дождевая вода, повредившая и видоизменившая отдельные участки отложений, приблизив их к типу отложений, слагающих площадку перед навесом.